# Agallia una
Agallia una är en insektsart som beskrevs av Dutra 1974. Agallia una ingår i släktet Agallia och familjen dvärgstritar. Inga underarter finns listade i Catalogue of Life.